# Ел Милагро, Гранха Авикола (Хенерал Сепеда)
Ел Милагро, Гранха Авикола (шп. El Milagro, Granja Avícola) насеље је у Мексику у савезној држави Коавила у општини Хенерал Сепеда. Насеље се налази на надморској висини од 1200 м.

## Становништво
Према подацима из 2010. године у насељу је живело 6 становника.

### Хронологија
| Година       | 2000         | 2005         | 2010 |
| ------------ | ------------ | ------------ | ---- |
| Становништво | 45 (25 / 20) | 48 (21 / 27) | 6    |

### Попис
| # | Индикатор                     | Вредност |
| - | ----------------------------- | -------- |
| 1 | Укупно домаћинстава           | 18       |
| 2 | Укупно насељених домаћинстава | 2        |
| 3 | Величина локације             | 1        |